# جي. إف. غونزاليس
جي. إف. غونزاليس (بالإنجليزية: J. F. Gonzalez)‏ (8 مايو 1964، لوس أنجلوس في الولايات المتحدة - 10 نوفمبر 2014، هرشي في الولايات المتحدة)؛ روائي أمريكي.